# Moses. Verlag
Der Moses-Verlag (Eigenschreibweise „moses. Verlag“) ist ein Verlag mit Sitz in Kempen am Niederrhein.

## Geschichte
Der Verlag wurde 1989 oder 1991 vom Illustrator und Grafiker Jürgen Pankarz als „Edition moses“ gegründet. Gerd Herterich, vorher bei IKEA für den Kundenclub zuständig, war ab 1995 als geschäftsführender Gesellschafter im Verlag tätig. 2001 trennte sich Pankarz vom Verlag.
Als erster Titel erschien das Bilderbuch Ein Bär geht auf Jagd. Später veröffentlichte der Verlag das Becherlupen-Buch, den Internet Guide für Schüler, Pocket Quiz und Black Stories.
2017 gaben Gerd Herterich und Achim Tebartz die Geschäftsführung an Nina Tebartz und Björn Wandtke ab.

## Name des Verlags
Der Name des Verlags hat keinen biblischen Hintergrund, sondern bezieht sich auf den Spitznamen von Jürgen Pankarz seit seiner frühen Jugend. Sein Markenzeichen ist seit Jahrzehnten ein Vollbart. Der befreundete Kabarettist Hanns Dieter Hüsch widmete ihm ein Gedicht mit der Zeile „Moses in der Mühle“.

## Programmschwerpunkte
Im Verlagsprogramm sind Spiele, Sachbücher für Kinder, Nonbooks sowie Merchandise-Artikel, Geschenkartikel und Accessoires rund ums Buch.
Die Spielreihe Black Stories von Holger Bösch wird seit 2004 veröffentlicht.

## Autoren (Auswahl)
- Holger Bösch
- Heidemarie Brosche
- Sabine Dahm
- Ilona Einwohlt
- Franziska Gehm
- Corinna Harder
- Stefan Heine
- Philip Kiefer
- Günter W. Kienitz
- Bärbel Oftring
- Rony Oren
- Astrid Rösel
- Jens Schumacher
- Christiane Stenger
- Brigitte Waldmann

## Illustratoren (Auswahl)
- Jan Birck
- Sandra Kretzmann
- Marc Margielsky
- Rony Oren
- Ari Plikat
- Bernhard Skopnik